# Gracilentulus sachikoae
Gracilentulus sachikoae är en urinsektsart som beskrevs av Imadaté 1965. Gracilentulus sachikoae ingår i släktet Gracilentulus och familjen lönntrevfotingar. Inga underarter finns listade i Catalogue of Life.